# Phrynobatrachus congicus
Espèce
Synonymes
- Hylarthroleptis congicus Ahl, 1925 "1923"

Statut de conservation UICN

 DD  : Données insuffisantes
Phrynobatrachus congicus est une espèce d'amphibiens de la famille des Phrynobatrachidae.

## Répartition
Cette espèce n'est connue que par sa description initiale mentionnant "Congo" comme origine, ce qui correspond probablement à l'actuelle République démocratique du Congo,.

## Publication originale
- Ahl, 1925 "1923" : Ueber neue afrikanische Frösche der Familie Ranidae. Sitzungsberichte der Gesellschaft Naturforschender Freunde zu Berlin, vol. 1923, p. 96-106.